# Rätzlingen, Börde
Rätzlingen là một đô thị ở huyện Börde thuộc bang Sachsen-Anhalt, nước Đức. Đô thị Rätzlingen, Saxony-Anhalt có diện tích 14,74 kilômét vuông, dân số thời điểm ngày 31 tháng 12 năm 2006 là 790 người.